# Площадь Павших Революционеров
Пло́щадь Па́вших Революционе́ров — городская площадь, расположенная в Центральном районе Челябинска, ограничена улицами: Российской, Красноармейской и Труда. До 20 февраля 1920 года площадь называлась Казарменной, позже — площадью Памяти Павших. Объект культурного наследия регионального значения.

## История
Своё историческое название Казарменная (или в народе, Солдатская) площадь получила по расположенному на площади зданию Белых казарм (ныне ул. Российская, 151 и 149). Здание было возведено в 1878 году. Казармы на этой площади располагались с XVIII века, но сохранившаяся постройка — первое каменное здание казармы. На площади, близ здания казарм, произошло одно из самых трагичных событий в истории Челябинска. 3 июня 1918 года на Казарменной площади казаками были изрублены пять активных революционеров: Д. В. Колющенко (член городского комитета РСДРП(б)), М. А. Болейко (начальник революционного штаба охраны города); В. И. Могильников (зам. нач. штаба охраны города), П. Н. Тряскин (секр. правления профсоюза рабочих); Ш. И. Гозиосский (секр. исполкома Чел. Совета).

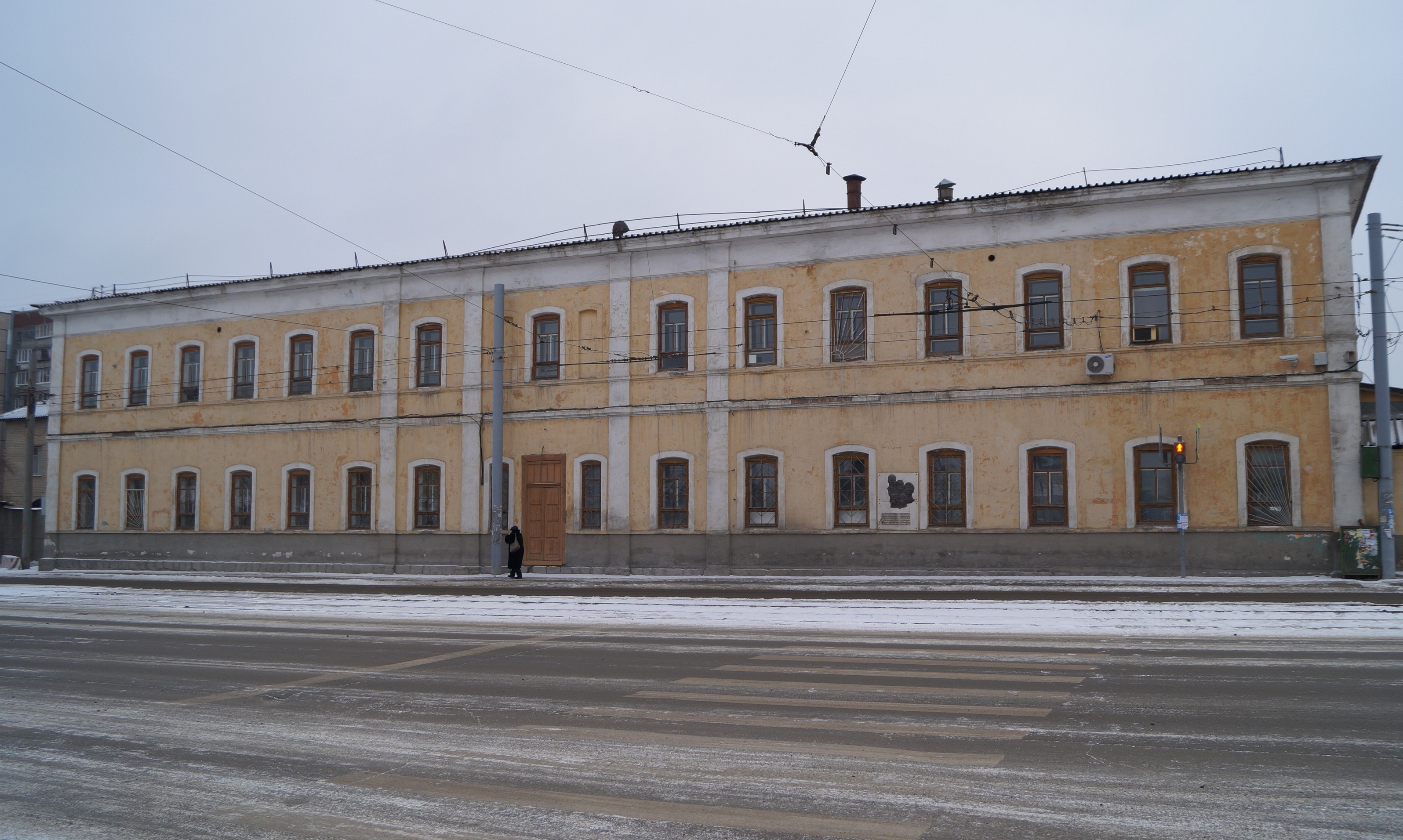
Белые казармы (ныне военный госпиталь)

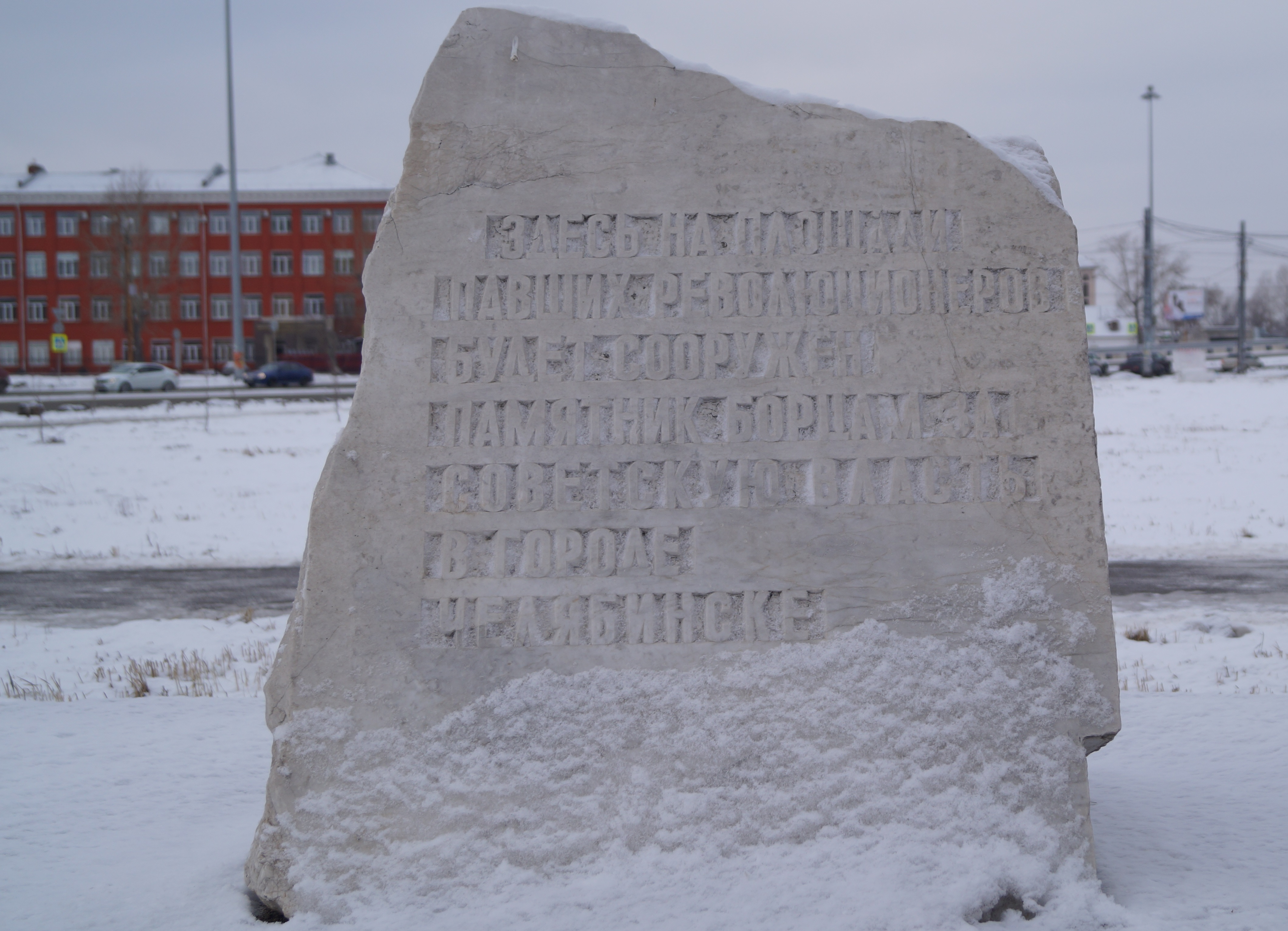
Памятный камень на площади Павших Революционеров

Очевидцы так описывали произошедшее:
В ту страшную ночь мы не спали. Слышим, на мостике кони копытами так и топотят, так и топотят. Смотрим, какие-то казаки выстроились, сабли вытащили. На улице никого.  Глядим, из города конные казаки пятерых пеших ведут. Те, что у моста стояли, им навстречу.  Который-то из наших крикнул: «Товарищи, нас рубят!».  И что тут было!  Побегут это наши в одну сторону, а навстречу верховой, да  шашкой, кинутся в другую – и там рубят.  Казаки рубили молча. Кто верхом был, кто с коня слез… Недолго это было. Тихо совсем стало. Один из казаков крикнул: «Вымыть клинки!». Слезли с коней, и пошли к ручью оружие отмывать. А потом приехала телега.  Стали складывать зарубленных.  Утром смотрим со стариком это место. Все-то кровь запеклась. Нашли очки чьи-то…
20 февраля 1920 года, в честь погибших коммунистов, площадь получила название Памяти Павших. В 1957 году на здании Белых казарм (в то время в них уже располагался военный госпиталь) была установлена памятная доска, освещающая события 1918 года. В этом же году площадь получила своё настоящее имя — площадь Павших Революционеров. В середине 80-х годов XX века планировалось строительство памятника на площади, но на его месте заложен был только памятный камень.
В настоящее время площадь Павших Революционеров была значительно уменьшена из-за строительства крупной дорожной развязки в центре Челябинска. Но здание бывших казарм (ныне — Окружной военный клинический госпиталь) уцелело, так же как и небольшой пятачок земли, где и установлен памятный камень. Рядом с нынешней площадью располагается действующая протестантская церковь.

## Факты
В 1929 году в центре площади начали строительство деревянного цирка, который был открыт 5 сентября 1930 года и получил адрес улица Труда 48. С годами цирк обветшал, грибок источил несущие конструкции, и было принято решение его сжечь. Эта спецоперация была успешно проведена 15 марта 1973 года.